# 산파
산파는 수선화과 부추아과 부추속의 여러해살이풀이다. 비늘줄기와 연한 잎을 식용한다.
파와 비슷하나 높이는 5-12cm이며 잎이 두세 개이고 반 원통 모양이다. 잎 안쪽이 넓고 평평하며 잎이 꽃대보다 짧고 흰빛이 도는 녹색이다. 꽃은 적자색이거나 백색이고, 7-8월에 핀다.

## 같이 보기
- 파
- 골파
- 쪽파
- 차이브